# Suzuki Shun
Shun Suzuki (sinh ngày 29 tháng 4 năm 1974) là một cầu thủ bóng đá người Nhật Bản.

## Sự nghiệp câu lạc bộ
Shun Suzuki đã từng chơi cho Verdy Kawasaki.